# 擲彈兵

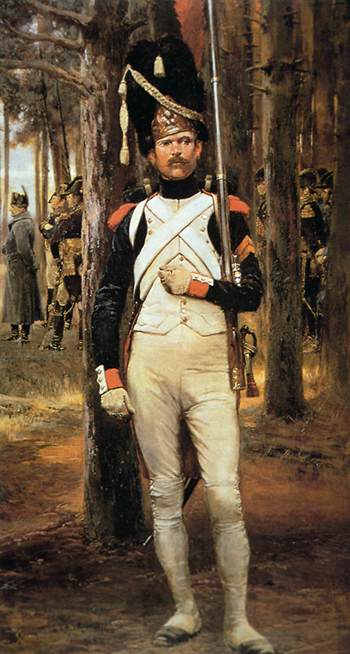
老近衛軍擲彈兵，Édouard Detaille著

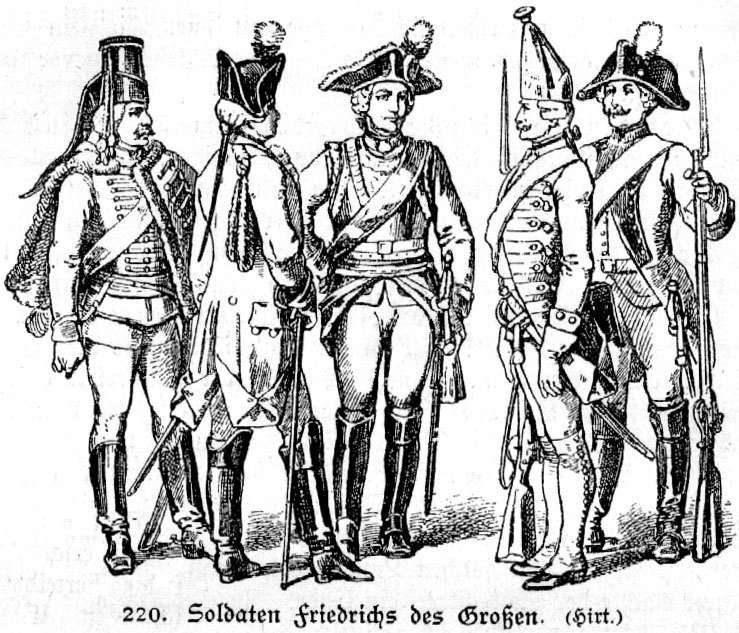
腓特烈二世的士兵，從左至右為驃騎兵、龍騎兵、胸甲騎兵、擲彈兵與鳥銃兵

擲彈兵（英语、法语：Grenadier；德语：Grenadiere）原先是一種專門用來投擲手榴彈與進行一些突擊行動的士兵，如此特別的角色大約在十七世紀中晚期建立，此時擲彈兵通常選擇最強壯最高大的士兵擔任。到了十九世紀，擲彈兵實質上不再和投擲手榴彈有關，但還是選擇在體格上最強力者與可以在戰場上領導突襲的人擔任，擲彈兵通常在包圍戰中領導一些攻堅行動，然而這個角色通常以名為敢死隊（Forlorn hope）的全武裝志願者來執行，且也可能由戰鬥工兵或先鋒來執行。
到了十九世紀，法國與阿根廷建立的一種叫「馬擲彈兵」的單位，類似步兵擲彈兵，這些騎馬的擲彈兵也是依體型與力量來徵選。
在現代，因為手榴彈等已經成為步兵的標準裝備，甚至使用步槍榴彈或榴彈發射器的步兵都會叫作「擲彈兵」，所以傳統的擲彈兵部隊多數都轉換成為特種部隊或儀隊，德國亦成立名為裝甲擲彈兵的步兵兵科。

## 起源
投擲手榴彈的起源可以回溯到中國明朝，長城上的士兵被記載者使用這些武器。歐洲最早被記錄的手榴彈投擲兵出現在奧地利與西班牙，而法王路易十四在十七世紀晚期的軍事改革中將擲彈兵列為一種正式的士兵種類。